# Myanmephialtites
Myanmephialtites – wymarły rodzaj błonkówek z rodziny Ohlhoffiidae. Obejmuje tylko jeden opisany gatunek, M. bashkuevi. Żył w kredzie na terenie współczesnej Mjanmy.

## Taksonomia
Rodzaj i gatunek typowy opisane zostały po raz pierwszy w 2020 roku przez Corentina Jouault, Aleksandra Rasnicyna i Vincenta Perrichota na łamach „Cretaceous Research”. Opisu dokonano na podstawie inkluzji w bursztynie birmańskim, odnalezionych w dolinie Hukawng, w okolicy Noije Bum w gminie Tanai i dystrykcie Myitkyina na terenie birmańskiego stanu Kaczin. Skamieniałości datowane są na późny alb lub wczesny cenoman. Nazwa rodzajowa to połączenie słów „Myanmar” i Ephialtites, natomiast epitet gatunkowy nadano na cześć Aleksieja Baszkujewa.

## Morfologia
Błonkówka o ciele 5,2 mm, smuklej zbudowanym niż u pokrewnej Ohlhoffia. Głowa charakteryzowała się obecnością na czole i ciemieniu co najmniej pięciu wyraźnych ząbków. Wydłużone czułki miały nieco cieńszą od trzonka nóżkę oraz zbudowany z 28 lub 29 członów, stopniowo ku szczytowi zwężający się biczyk; pierwszy człon biczyka był silnie wydłużony, aczkolwiek wszystkie były ponad dwukrotnie dłuższe niż szerokie. Żuwaczki były małe i wydłużone. Skrzydło przednie cechowało się wąską komórką kostalną, niezbyt wydłużoną pterostygmą, niemal trójkątną drugą komórką submarginalną, pierwszą komórką subdyskalną wyższą od dyskalnej oraz drugą żyłką poprzeczną medialno-kubitalną (2m-cu) łączącą się z żyłką medialną znacznie bliżej nasady niż druga żyłka poprzeczna radialno-medialna (2r-m). Użyłkowanie skrzydła tylnego odznaczało się obecnością drugiej żyłki analnej (2A). Na przedniej krawędzi skrzydła tylnego leżało siedem haczyków nasadowych. Odnóża były długie i cienkie, o szczególnie wydłużonych krętarzach, zakończone pięcioczłonowymi stopami o małych pazurkach z pojedynczym, przedwierzchołkowym ząbkiem. Golenie tylnej pary miały długie ostrogi. Pozatułów był w tyle szeroko otwarty, tworząc dołek stawowy znacznie szerszy od podstawy metasomy. Pomostek tworzyły dwa dwukrotnie dłuższe niż wysokie segmenty. Gaster był tak długi jak pomostek i nie wyższy niż trzykrotność wysokości tegoż.